# Aeroporto Internacional de Campinas
O Aeroporto Internacional de Viracopos-Campinas (IATA: VCP, ICAO: SBKP) é um aeroporto internacional no município de Campinas, em São Paulo. É um importante centro de tráfego aéreo no Brasil e por superfície o maior centro de carga aérea na América do Sul. Viracopos é o hub da AZUL Linhas Aéreas é também o hub de carga aérea principal da LATAM Cargo. Desde que o Aeroporto Internacional de São Paulo-Guarulhos está operando a plena capacidade e não pode ser ampliado ainda mais, o aeroporto de Viracopos também é importante para o tráfego de passageiros.
Localizado a 17 quilômetros do centro de Campinas e a 95 quilômetros do centro de São Paulo, Viracopos é o segundo principal terminal aéreo de cargas do país. Seu terminal de cargas tem uma área de 81 mil m² e responde por cerca de 18% da movimentação total de cargas registrada nos aeroportos brasileiros. É o principal aeroporto internacional do interior paulista e também atende a Região Metropolitana de São Paulo.
Viracopos também tem apresentado grande crescimento no volume de passageiros transportados desde 2008, com o início de operações da Azul Linhas Aéreas. Em 2012, foram 8,8 milhões de passageiros transportados a partir do terminal. Em 2014, foram quase 10 milhões e em 2015 Viracopos chegou  a 10,3 milhões de passageiros. O volume de passageiros e de cargas está em plena expansão, com a execução das obras de ampliação e modernização do complexo. Afinal, diante de sua posição estratégica no setor aéreo nacional, Viracopos integrou, ao lado do Aeroporto de Brasília e do Aeroporto de Guarulhos, o primeiro pacote de concessões de aeroportos realizado pelo Governo Federal em fevereiro de 2012.
No dia 6 de fevereiro de 2012, o Consórcio Aeroportos Brasil, formado pela Triunfo Participações e Investimentos, pela UTC Participações e pela francesa Egis Airport Operation, venceu o leilão de Viracopos com um lance de R$ 3,821 bilhões e será responsável pela administração e modernização do complexo aeroportuário nos próximos 30 anos. Depois do leilão, a Concessionária Aeroportos Brasil Viracopos assinou, em 14 de junho de 2012, o contrato de concessão do aeroporto, anunciando investimentos de R$ 9,5 bilhões da ampliação e modernização do complexo durante os 30 anos de concessão. Deste total, R$ 3 bilhões será investido até 2015 na construção de um novo terminal de passageiros destinado ao transporte de 25 milhões de passageiros por ano.

## Histórico
Durante a Revolução de 1932, os paulistas usavam o local como campo de operações aéreas, sendo a pista construída à base de enxadas e picaretas. De lá, partiam para Minas Gerais. Depois de longo período de inatividade, em 1946 foram realizados trabalhos de limpeza e terraplenagem da pista, cuja extensão passou para 1.500 mts, oportunidade em que o campo de pouso começou a ganhar forma, principalmente com a construção do primeiro hangar em 1948 e a estação de passageiros em 1950. À época, a utilização dos jatos era crescente no setor aéreo nacional e a construção de Viracopos surgiu como uma alternativa para o aeroporto do Galeão, no Rio de Janeiro, até então o único aeroporto do país com pistas longas e as condições necessárias para receber tais modelos de aeronave. A localização estratégica de Viracopos também pesou para que o aeroporto recebesse os investimentos do Poder Público, para se transformar numa alternativa ao Galeão. Afinal, localiza-se numa região com condições climáticas favoráveis na maior parte do ano e tem o maior índice de aproveitamento operacional do país, consideradas as condições meteorológicas.[carece de fontes?]

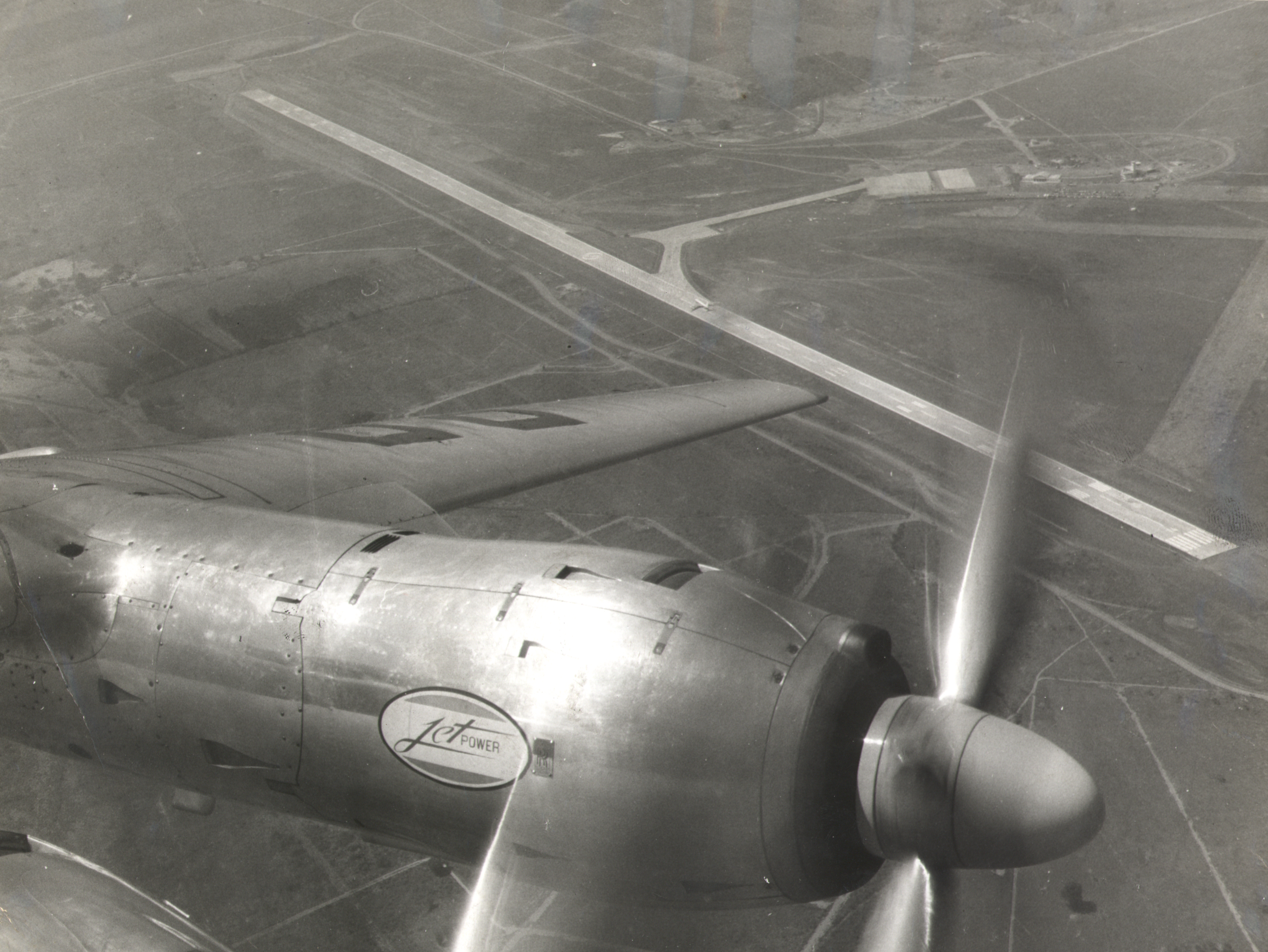
Vista aérea do Aeroporto de Viracopos em 1960

O Aeroporto Internacional de Viracopos teve sua construção iniciada na década de 1950 pelo governador Adhemar Pereira de Barros e foi inaugurado em 19 de outubro de 1960. Sua longa pista, com 3.240m x 45m, foi construída para receber com segurança os quadrimotores a jato de primeira geração: Comet, Vickers VC-10, Douglas DC-8, Convair 990 e o Boeing 707. Existem duas versões sobre a origem do nome Viracopos. A primeira conta que no início do século surgiu um desentendimento entre o pároco do bairro e seus habitantes, numa noite de festa. Houve bebedeiras e brigas que resultaram na quebra das barracas da quermesse da Igreja, derrubadas durante a confusão. A palavra usada pelo padre nos sermões, para se referir ao acontecimento, era “viracopos”. Outra versão conta que no sítio hoje ocupado pelo aeroporto havia um bar onde tropeiros se encontravam para “virar copos”, descansar e trocar informações sobre viagens. “Viracopos” deu nome ao bairro e, posteriormente, ao aeroporto.[carece de fontes?]

O avião Concorde no Aeroporto Internacional de Viracopos (1977)

Em 19 de outubro de 1960, através da Portaria Ministerial n.º 756, Viracopos foi elevado à categoria de Aeroporto Internacional e homologado para aeronaves a jato puro. Ao longo dos anos, várias reformas foram realizadas no aeroporto para que o pudesse acompanhar a evolução da aviação.
A partir de 1978 a Infraero começou a administrar o Terminal de Cargas e, em 1980, recebeu do DAESP a administração geral do Aeroporto Internacional de Viracopos/Campinas. A vocação cargueira de Viracopos foi consolidada na década de 1990, quando o aeroporto despontou para o segmento de Carga Aérea Internacional. Sua infraestrutura foi ampliada, os processos de movimentação de carga e desembaraço aduaneiro foram modernizados, transformando o aeroporto em referência logística no cenário nacional.

### Acidente de 1961
Na madrugada de 23 de novembro de 1961, um jato Comet 4 de prefixo LV-AHR, das Aerolíneas Argentinas, caiu logo após decolar de Viracopos, provocando a morte das 52 pessoas que estavam a bordo. A aeronave caiu logo após a decolagem e se arrastou por uma área de eucaliptos até colidir com um barranco e explodir. Segundo investigações do governo argentino, a causa do desastre ocorreu devido a falhas operacionais sob IFR durante uma decolagem noturna em condições IMC.

### Concessão à iniciativa privada

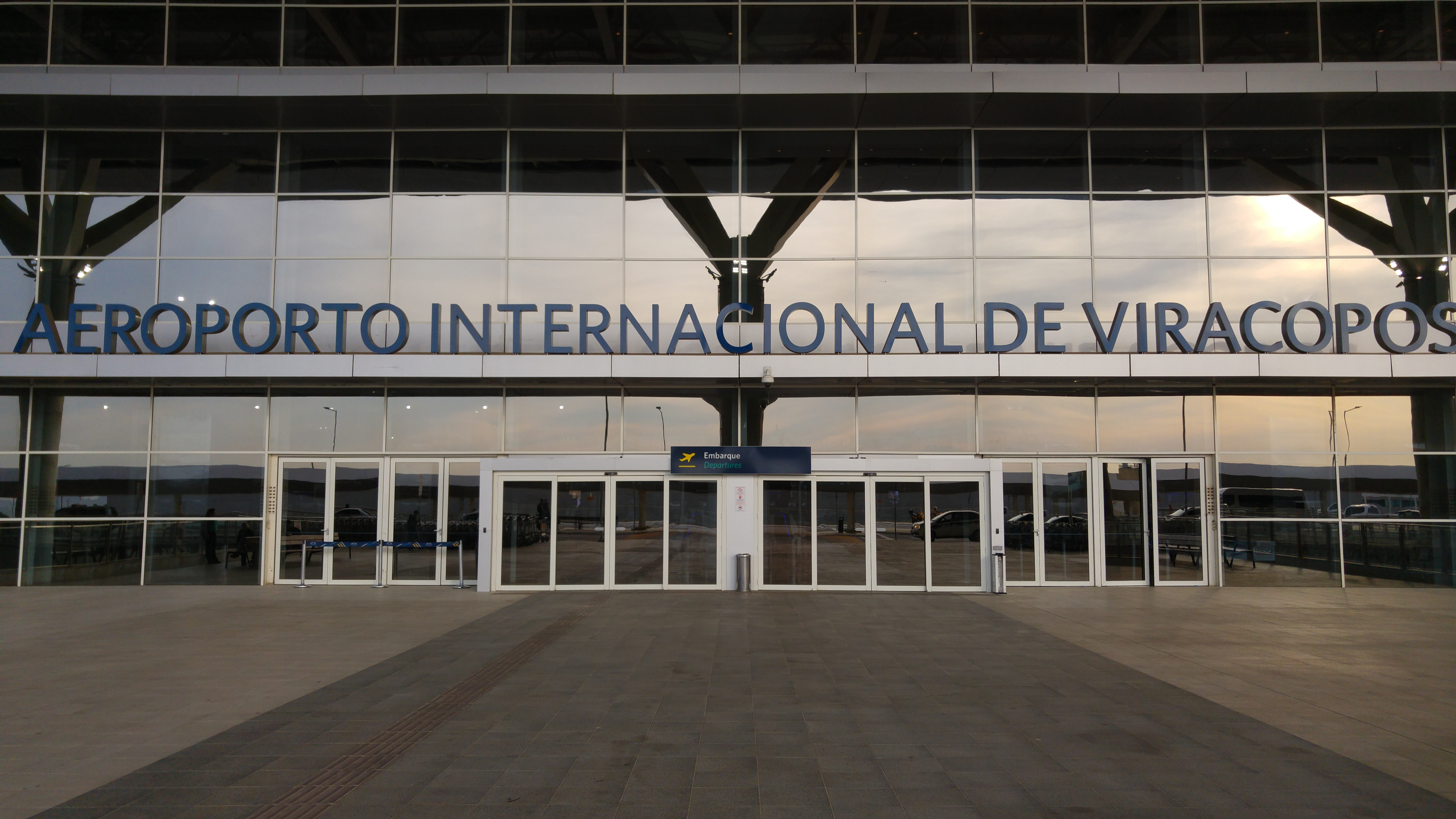
Entrada do terminal de passageiros do aeroporto

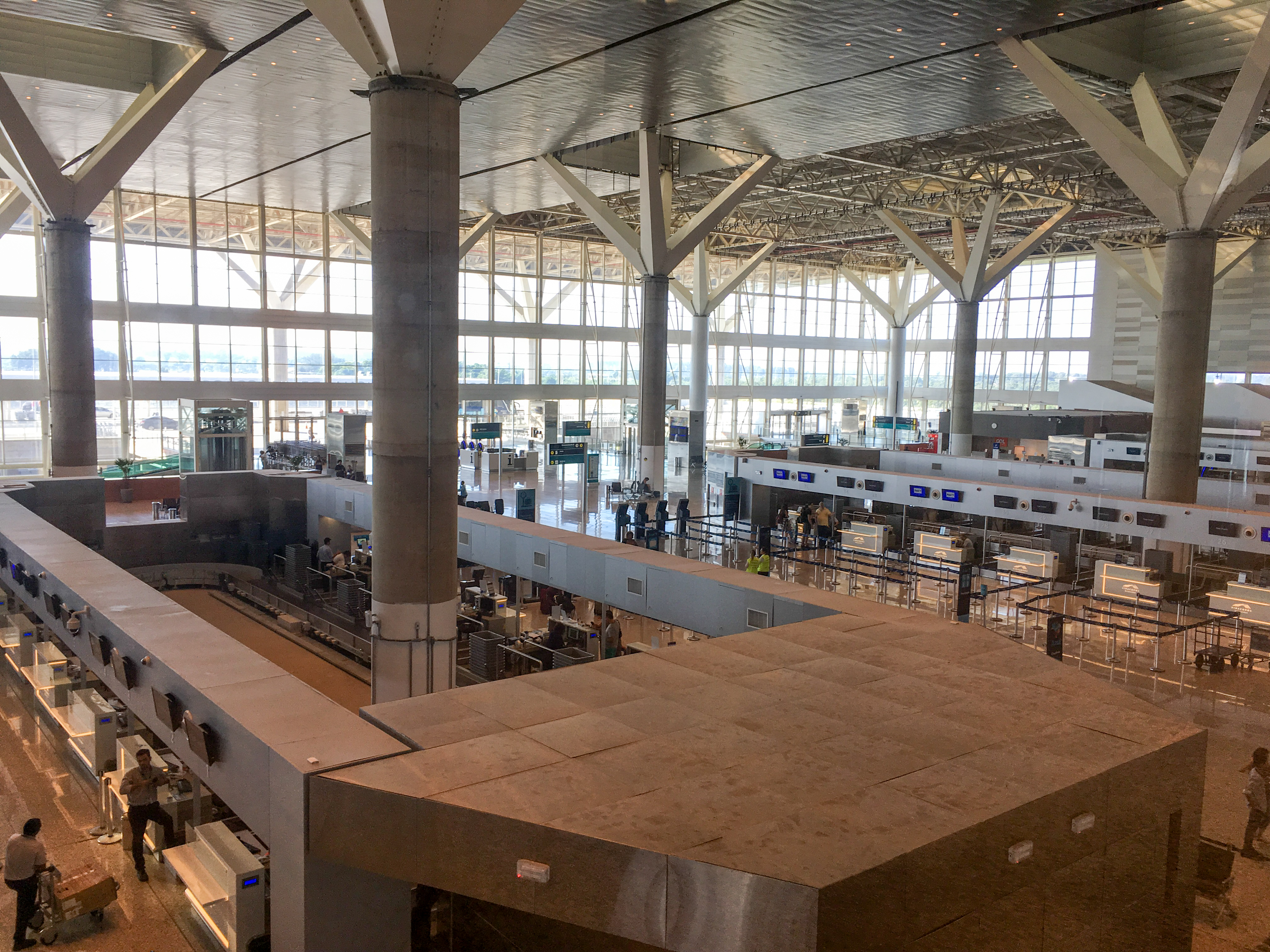
Interior do terminal de passageiros

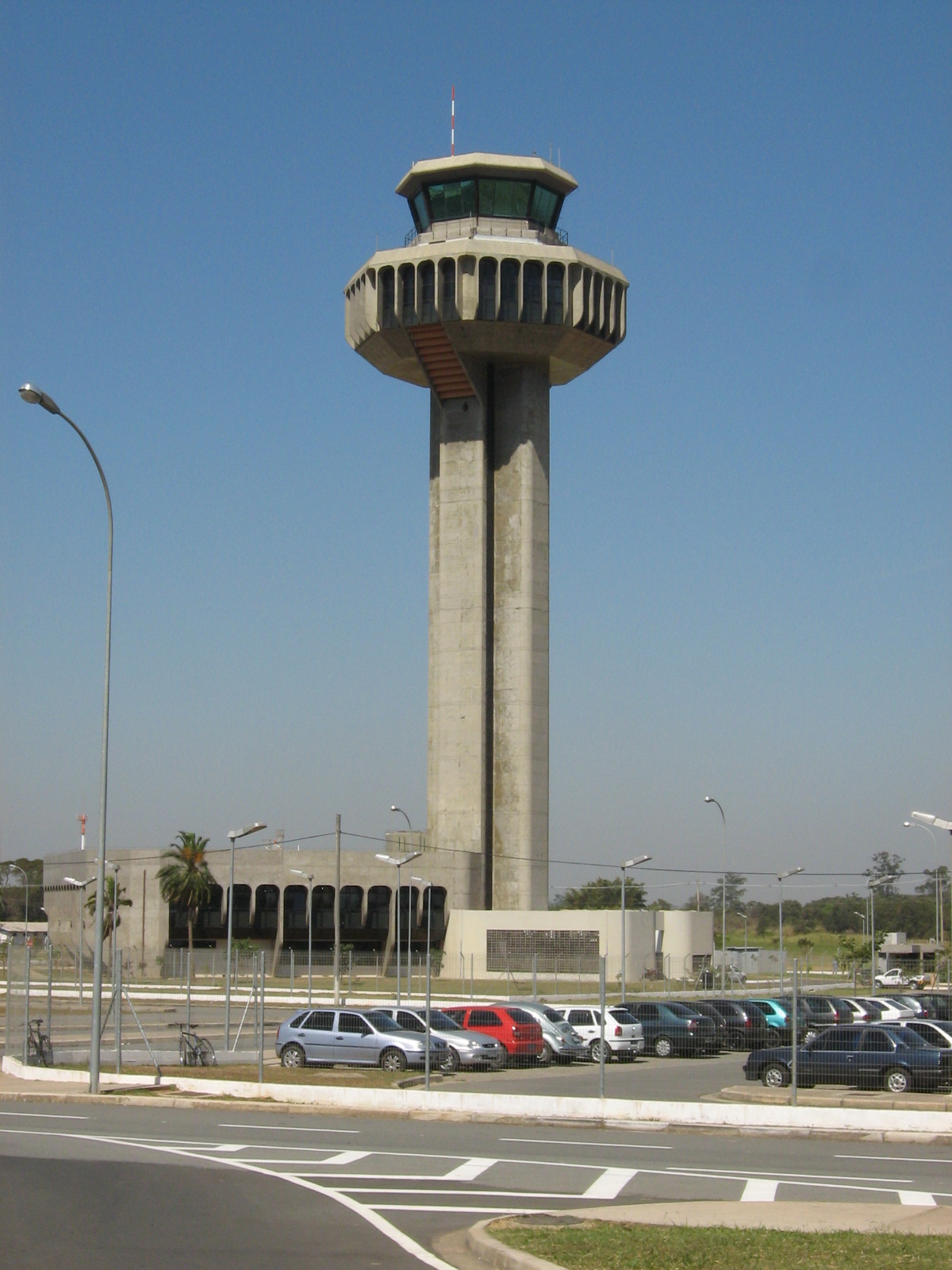
Torre do Aeroporto de Viracopos

Em setembro de 2013, a Nova gestora do Aeroporto Internacional de Viracopos, a Concessionária Aeroportos Brasil Viracopos, anunciou investimentos de R$ 9,5 bilhões durante os 30 anos da concessão para transformá-lo no maior e mais moderno terminal aéreo da América Latina.
De acordo com o planejamento da concessionária, o Novo Aeroporto de Viracopos foi concebido a partir do conceito de “aeroporto cidade” e sua expansão prevê ainda hotéis, shopping center e centro de convenções, num projeto desenvolvido em parceria com a projetista holandesa NACO, consultoria especializada na engenharia de aeroportos responsável pelo aeroporto de Schiphol, em Amsterdã, um dos mais modernos do planeta. O projeto é sustentável, com destaque para a cobertura do telhado com células fotovoltaicas para captura da energia solar e o sistema de reutilização da água da chuva. Também privilegia o conforto do passageiro, tem um design compacto e com forte identidade arquitetônica.
O MasterPlan de Viracopos conta com cinco ciclos de investimentos durante os 30 anos de concessão e o primeiro deles, até maio de 2014, já está em execução. Neste primeiro ciclo do MasterPlan, a Aeroportos Brasil Viracopos investirá R$ 3 bilhões na construção de um novo terminal com capacidade para o transporte de 25 milhões de passageiros/ano. O novo terminal, que tem uma moderna estrutura em concreto, aço e vidro, conta ainda com 28 pontes de embarque, sete novas posições remotas de estacionamento de aeronaves e um edifício-garagem com 4 mil vagas, além da ampliação das pistas de taxiamento de aeronaves e do novo pátio com 400 mil m². As obras do primeiro ciclo de investimentos do MasterPlan de Viracopos foram  iniciadas em 31 de agosto de 2012 com as obras de preparo do terreno e terraplenagem, que movimentaram 2,5 milhões de m³ de terra e se estenderam até a primeira quinzena de outubro de 2012, quando teve início a etapa de fundação. O pico da obra ocorreu em meados de 2014 com cerca de 9 mil operários em ação.
No dia 14 de novembro de 2016, às 11:01 h o aeroporto recebeu o maior avião do mundo, o Antonov An-225, e no mesmo dia por volta das 23:15 h, ele decolou em direção para o Aeroporto internacional de São Paulo/Guarulhos, para que houvesse o carregamento do equipamento e, no dia seguinte, voasse até o seu destino final.
Contudo a nova gestora não atingiu as expectativas de arrecadação, e com uma dívida de 2,88 bilhões, entrou com solicitação de recuperação judicial em 7 maio de 2018. Em 23 de maio de 2018 a justiça acatou o pedido tendo a concessionária 60 dias para apresentar o plano de recuperação.

## Estatísticas

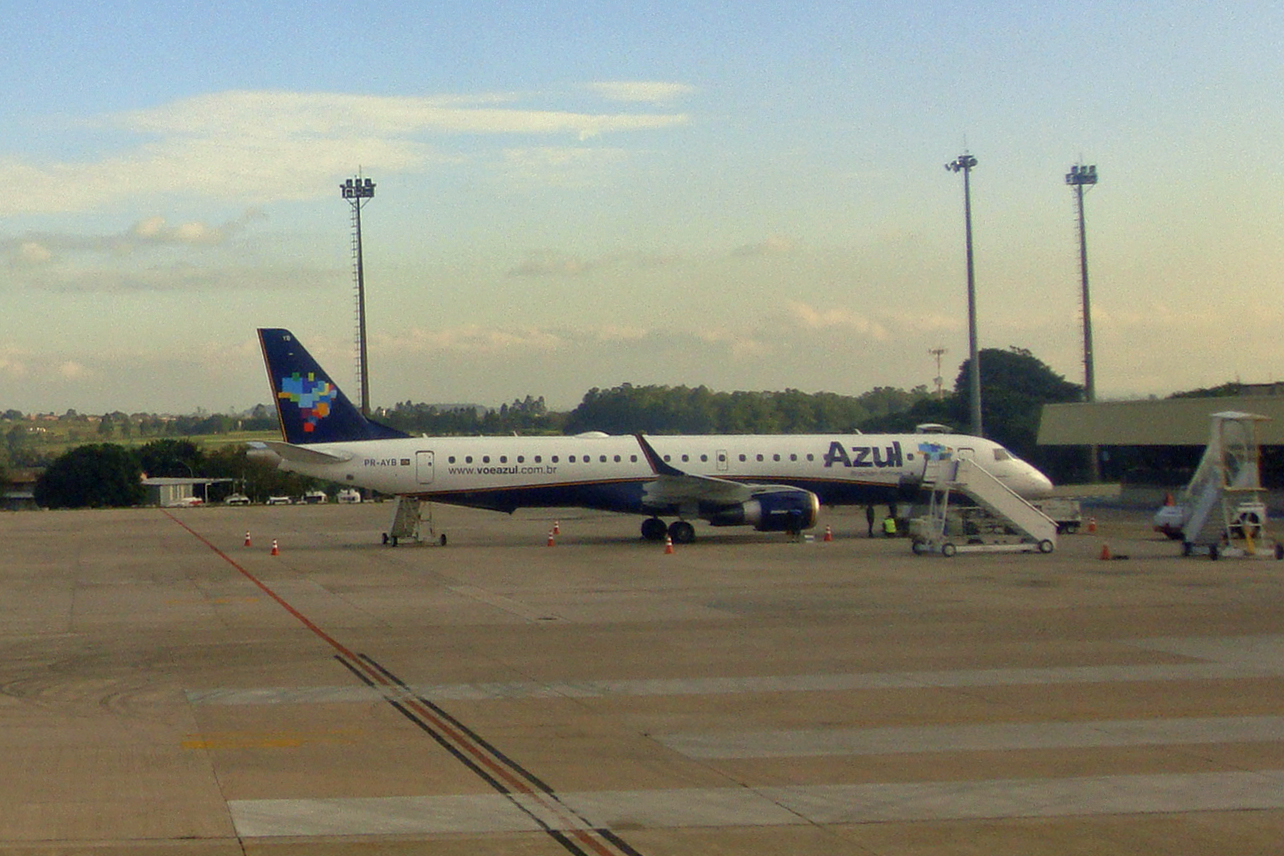
A Azul Linhas Aéreas Brasileiras utiliza o Aeroporto Internacional de Campinas como hub de suas operações.

Ver a consulta original do Wikidata.
| Ano  | Movimento (Passageiros) |
| ---- | ----------------------- |
| 2003 | 654.768                 |
| 2004 | 717.362                 |
| 2005 | 816.599                 |
| 2006 | 826.246                 |
| 2007 | 1.006.059               |
| 2008 | 1.083.878               |
| 2009 | 3.564.686               |
| 2010 | 5.428.986               |
| 2011 | 7.542.239               |
| 2012 | 8.824.074               |
| 2013 | 9.294.446               |
| 2014 | 9.846.853               |
| 2015 | 10.324.658              |
| 2016 | 9.325.252               |
| 2017 | 9.332.631               |
| 2018 | 9.223.074               |
| 2019 | 10.585.018              |

## Complexo aeroportuário
Sítio aeroportuário
- Área: 17.659.300,00 m²

Pátio das aeronaves
- Área: 86.978 m² (pátios 1 e 2)

Pista Principal
- Comprimento:  3.240m x 45m largura

Terminal de passageiros
- Terminal 0 - área: 28.000 m²
- Terminal 1 - área: 178.000 m²

Estacionamento
- Novo edifício-garagem - 4.000 vagas
- Demais bolsões - 3.000 vagas

Balcões de check-in
- Terminal 0: 72
- Terminal 1:

Estacionamento de aeronaves
- Número de posições pátios 1 e 2: 21
- Número de posições pátio 3 (grande porte): 11

## Acessos

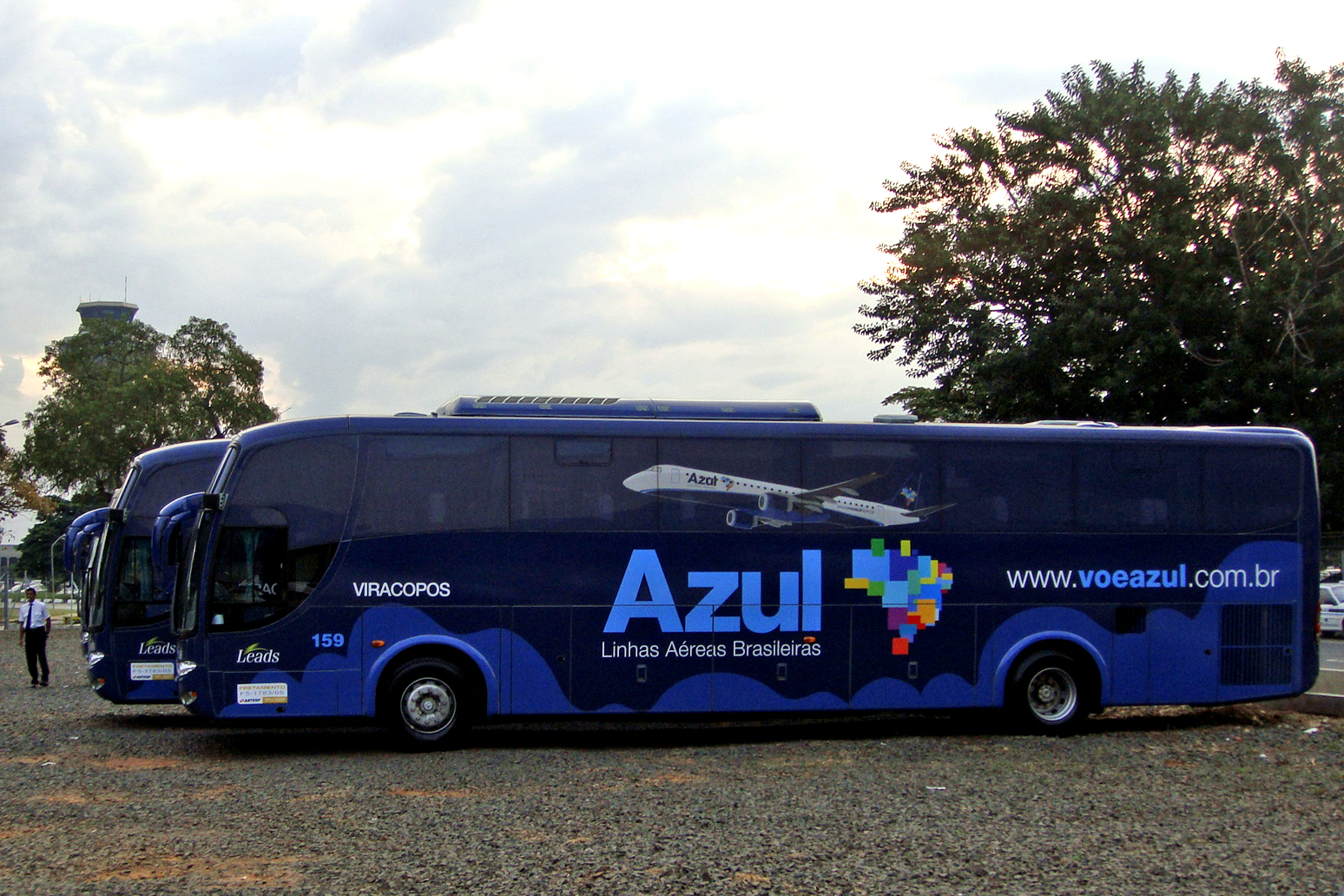
Ônibus da Azul Linhas Aéreas Brasileiras em Viracopos.

Viracopos está localizado na região sudoeste da cidade e possui fácil acesso a partir da ampla malha rodoviária que cruza a Região Metropolitana de Campinas.
São Paulo, Interior de SP, Brasília, Triângulo mineiro, Região Sul e litoral de SP
- Rodovia dos Bandeirantes: faz a conexão do aeroporto com a Região Metropolitana de São Paulo e interior do estado. Em conjunto com a Anhanguera/BR-050, serve o triângulo mineiro e Brasília. Já, em conjunto com o Rodoanel, serve também a região sul do país e veículos oriundos da Régis Bittencourt, como parte do Vale do Ribeira e Curitiba. Ainda, pelo mesmo sistema viário, conecta o aeroporto ao litoral sul paulista.

Campinas e Sorocaba
- Rodovia Santos Dumont: principal ligação do aeroporto ao centro de Campinas. Também serve as regiões de Indaiatuba, Itu, Sorocaba e veículos provenientes da Rodovia Castelo Branco sem a necessidade de se entrar em Campinas. Parte do Vale do Ribeira também pode utilizar este trajeto.

Rio de Janeiro, Minas Gerais e Vale do Paraíba
- D. Pedro I / Anel Viário Magalhães Teixeira: conectam a região do aeroporto com as rodovias Dutra, Fernão Dias e Campinas-Mogi Mirim, facilitando o fluxo de veículos oriundos do Vale do Paraíba, Rio de Janeiro, Minas Gerais, Valinhos, Mogi Mirim e nordeste de Campinas.

Acesso local (pista simples)
- Rodovia Miguel Melhado Campos: também conhecida como "Rodovia Vinhedo-Viracopos", é rodovia onde está fisicamente situado o aeroporto em uma de suas extremidades. Possui conexão com a Rodovia Anhanguera na outra extremidade. Seu traçado é de pista simples na maior parte de seu trajeto e, portanto, não é um acesso recomendado. Serve basicamente para deslocamentos curtos ou locais para Vinhedo, Louveira e parte de Jundiaí, além dos bairros lindeiros de Campinas situados nas proximidades do aeroporto.